# نابنط بديع
نابنط بديع (الاسم العلمي:Nepenthes mirabilis) هو نوع من النباتات يتبع جنس النابنط من الفصيلة النابنطية.